# Conus nigropunctatus
Conus nigropunctatus é uma espécie de gastrópode do gênero Conus, pertencente à família Conidae.